# Hotan

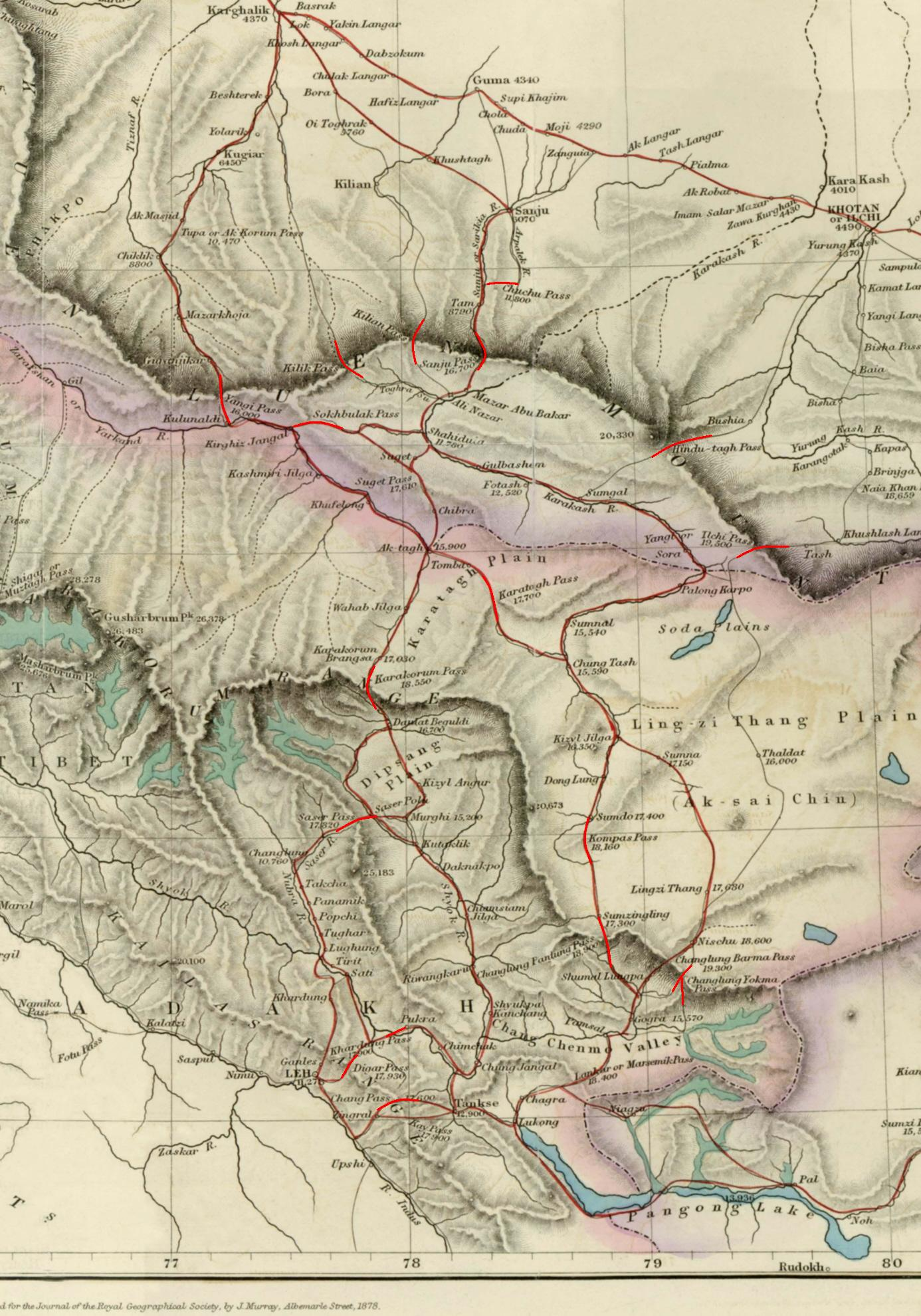
Mappa dell'Asia centrale (1878) che mostra Khotan (vicino all'angolo alto destro) ed il passo Sanju, l'Hindutash e l'Ilchi, dai monti Kunlun fino a Leh in Ladakh. Il precedente confine dell'Raj Britannico è quello viola-rosa

La città-oasi di Hotan o Hetian (uiguro: خوتەن, Xoten, Hotǝn; cinese: 和田, Hétián, ex 和阗,和闐 , Hétián; scritto anche Khotan) è una città-contea capoluogo della prefettura di Hotan, Xinjiang, Cina. Era precedentemente nota in cinese come 于窴 (pinyin: Yutian).
Con una popolazione di 114 000 abitanti (2006), Hotan si trova nel bacino del Tarim, poco a nord dei monti Kunlun, attraversati dai passi Sanju, Hindutash ed Ilchi.
La città, situata a sud-est della contea di Yarkant e popolata quasi esclusivamente da Uiguri, è un piccolo centro agricolo. Fu in passato un'importante sosta sulla via della seta meridionale, e da sempre dipende dai due fiumi che la bagnano (Karakash e Yurungkash), i quali le forniscono l'acqua necessaria per sopravvivere sul lato sud-occidentale del vasto deserto di Taklamakan. Lo Yurungkash ancora oggi fornisce acqua e irrigazione per città ed oasi.

## Storia

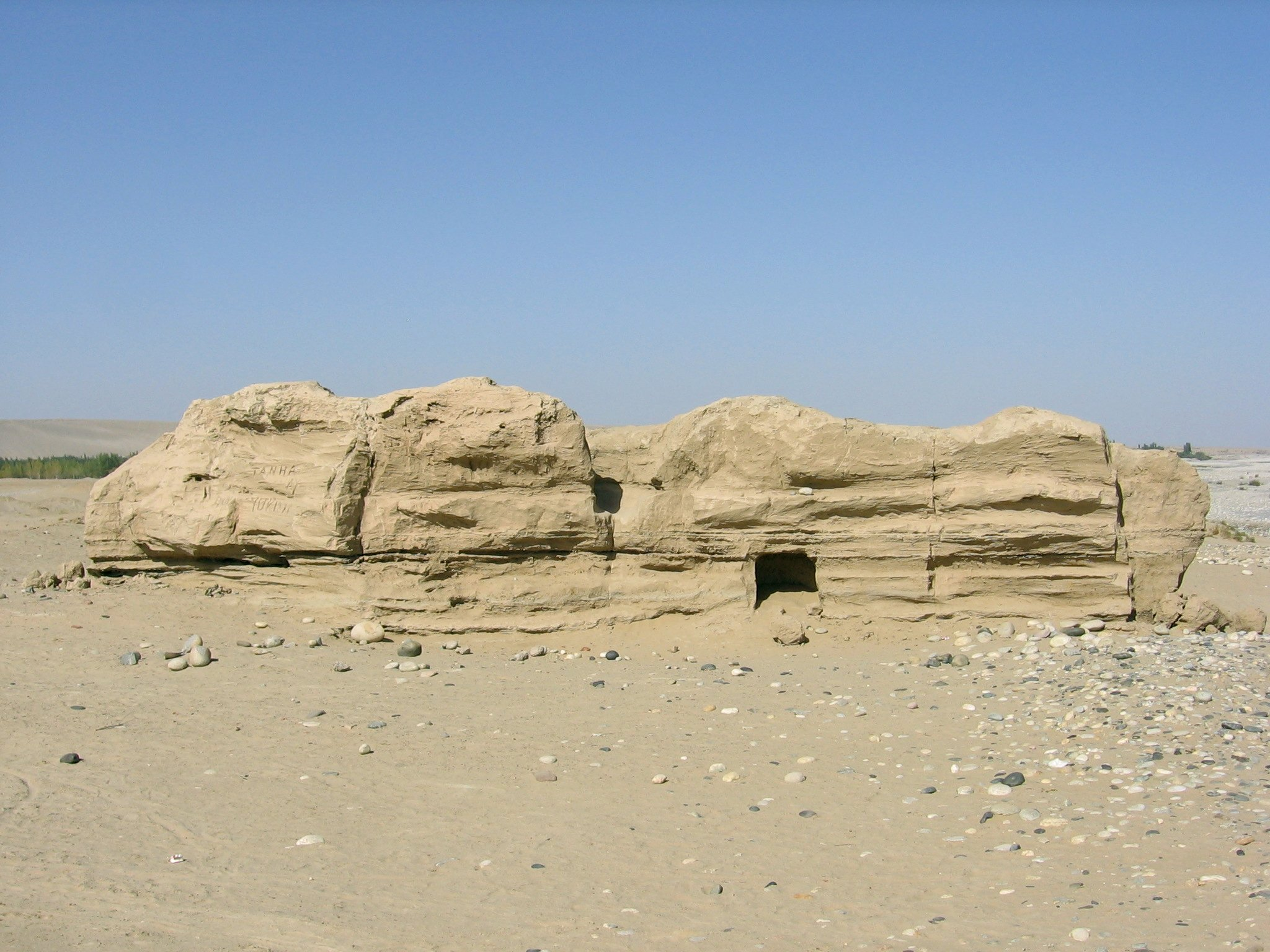
Rovine di Khotan Melikawat

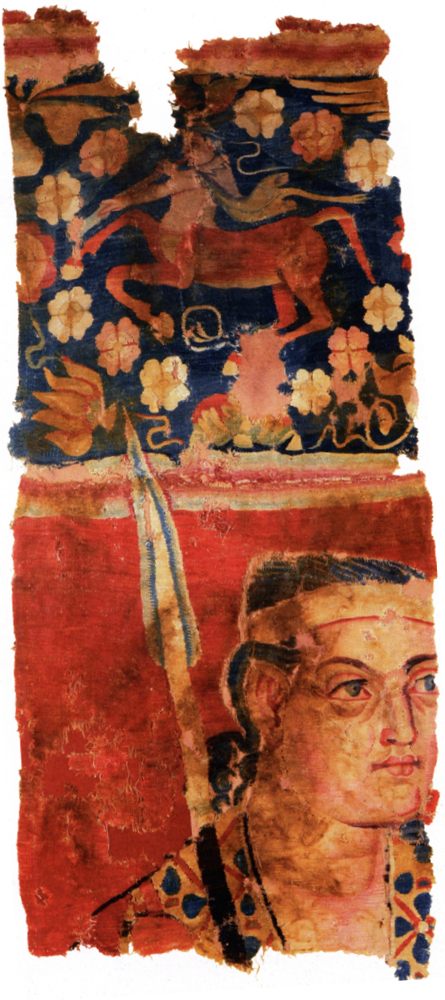
L'arazzo di Sampul, raffigurante un probabile soldato greco dagli occhi azzurri, forse ornato di diadema.

L'oasi di Hotan è strategicamente situata sulla congiunzione della via della seta (che univa Cina ed Occidente) con una delle rotte che univano India e Tibet all'Asia centrale. In questo luogo le varie culture si scambiavano beni, ma anche tecnologie, filosofie e religioni. 
A Sampul, a est di Hotan, c'è una grande serie di cimiteri sparsi su un'area di circa un chilometro di larghezza e 23 km di lunghezza. I siti scavati si riferiscono al periodo compreso tra il 300 a.C. ed il 100 d.C. Le tombe hanno fornito numerosi oggetti in feltro, lana, seta e cotone, ed anche un bel pezzo di tessuto, l'arazzo di Sampul, che raffigura un uomo di aspetto caucasoide, forse un soldato greco. Gli studi antropologici hanno dimostrato che 56 corpi sono di razza caucasica "simili alle sepolture Saka del Pamir meridionale". Recenti test del DNA sulle mummie hanno svelato che questi uomini erano legati ai popoli centro-asiatici e indiani piuttosto che a quelli dell'estremo oriente.
Esistono numerose fonti di informazione per lo studio di Hotan. Le principali sono i racconti cinesi (particolarmente dettagliati durante la dinastia Han ed all'inizio della dinastia Tang), i racconti dei monaci pellegrini cinesi, alcune storie buddhiste in tibetano e numerosi documenti in Khotanese ed in altre lingue locali del bacino del Tarim. Altre storie sono state trovate nella biblioteca nascosta delle Grotte di Mogao vicino a Dunhuang. 
A Khotan si parlò, fino ai tempi della conquista Karakhanide, una  Lingua saka, appunto il saka khotanese.
L'antico regno di Khotan era uno dei primi stati buddhisti del mondo, e fu un ponte culturale tramite il quale la cultura e la conoscenza buddhista furono esportate dall'India alla Cina.

### Fine della Khotan buddhista
Nel 1006 Khotan era in mano al musulmano Yūsuf Qadr Khān, fratello o cugino del re musulmano di Kāshgar e Balāsāghūn. Tra il 1006 ed il 1165, dopo la caduta sotto Kara Khitay, divenne parte del Khanato di Kara-Khanid. La città soffrì molto durante la rivolta dei Dungani contro la dinastia Qing nel 1864-1875, ed ancora pochi anni dopo quando Yakub Beg di Kashgar si autonominò signore del Turkestan orientale.